# シアン化金(I)カリウム
シアン化金(I)カリウム（シアンかきんいちカリウム、gold(I) potassium cyanide）は、無機化合物の一種で、二シアン化金の一カリウム塩である。無水物と二水和物がある。青酸カリとも呼ばれるシアン化カリウム同様に毒性が高く、毒物及び劇物指定令で毒物に指定されている。

## 名称
IUPAC命名法ではシアン化金(I)カリウムといい、別名にシアン化第一金カリウム、青化第一金カリウム、ジシアノ金(I)酸カリウム、二シアノ金(I)酸カリウム、ビス(シアノ金(I)酸)カリウムなどがある。
英語では、gold(I) potassium cyanide、potassium gold cyanide、potassium dicyanoaurate、potassium bis(cyanoaurate)(I) などという。

## 性質
組成式は K[Au(CN)2] で表されるシアン化アルカリ化合物で、固体はカリウムイオンおよび金イオンとシアン化物イオンよりなるイオン結晶であり、シアン化物イオン中の炭素と窒素は三重結合を形成している。
白色の粉末状結晶。不燃性であるが、加熱すると分解する。

## 金のシアン浸出
金を含む物質にシアン化カリウム水溶液を加えて溶解させると、シアン化金(I)カリウムと水酸化カリウムとなり、金の分離回収に使用できる。
{\displaystyle {\ce {4Au\ + 8KCN\ + O2\ + 2H2O -> 4K[Au(CN)2]\ + 4KOH}}}
シアン化金(I)カリウムに亜鉛 (Zn) を加えると分解して金 (Au) が分離する。金の理論含有量は重量比で68.2%。
{\displaystyle {\ce {2K[Au(CN)2]\ + Zn -> K2[Zn(CN)4]\ + 2 Au}}}

## 利用
- 鍍金：電解めっき法のひとつである青化浴によって、金めっきを行うのに利用されている。

## 毒性
人体に有害な毒物で、吸入、皮膚呼吸によって、呼吸中枢が麻痺し、死に到る。体内でチオシアン酸に代謝され、30～60 mg-CN/h であれば、肝臓で解毒できるとされる。慢性中毒を起こす最小中毒量 (TDL0) 14 mg/kg、許容濃度 5 mg-CN/m3。長期又は反復曝露による甲状腺、腎臓、肝臓、脾臓、中枢神経系の障害のおそれがある。
（参考: ラット経口 LD50 5–10 mg/kg）。
胃酸により生じたシアン化水素が呼吸によって肺から血液中に入り、重要臓器を細胞内低酸素により壊死させることで個体死に至るとされる。このため中毒した人の呼気を吸うのは危険である。摂取した場合の症状としては、めまい、嘔吐、激しい動悸と頭痛などの急速な全身症状に続いて、アシドーシス（血液のpHが急低下する）による痙攣が起きる。致死量を超えている場合、適切な治療をしなければ15分以内に死亡する。死因は静脈血が明赤色（一酸化炭素中毒と同じ）などから判断できる。
また、皮膚から吸収することによっても中毒を起こす。これは、シアン化カリウムは水溶液中で電離してカリウムイオンとシアン化物イオンとなるが、このシアン化物イオンは一酸化炭素と同様にヘム鉄に配位結合して酸素との結合を阻害することにより、呼吸による酸素の供給ができなくなるためである。さらには細菌以上の動物ミトコンドリアのシトクロム酸化酵素 (COX) 複合体と結合・封鎖し、電子伝達系を阻害することでATP生産量を低下させ細胞死を引き起こすとされる。この点で植物ミトコンドリアはシアン耐性経路であるAOX酵素 (alternative oxidase) を備えるため耐性を持つ。
水生生物への毒性が非常に強く、水質の環境基準では 検出されないこと(定量限界 0.1 mg/L 未満)、一律排水基準では 1 mg/L とされている。分析法としては JIS K 0102 に 吸光光度法とイオン電極法が規定されているが、いずれも蒸留操作が必須で熟練と操作時間を要する。そのほか、自動分析装置が各社にて開発されている。

## 治療法
塩類の摂取による中毒は、シアン化水素ガスの吸入によるものに対し進行が遅く、救命できる可能性が高い。
まず医療機関に連絡する。シアンによる中毒であることを忘れずに伝える。救助者が患者の呼気を吸わないように対策を行ってから開始する。当然、マウストゥマウスの人工呼吸は厳禁。摂取量が少なく、患者に意識があるなら、吐かせて胃洗浄を繰り返す。用意があるなら、酸素吸入と亜硝酸アミルの吸入（15秒嗅がせ、15秒空気または酸素を吸入させる措置を、5回繰り返す）を行う。または亜硝酸ナトリウムを静脈注射するが、これは原則として医師の処置による（シアン化合物を扱う事業所では、小型酸素吸入器と亜硝酸アミルの試薬を用意しておくべきかもしれない）
。シアン化合物の解毒剤も参照のこと。

## 廃棄処理
次亜塩素酸ナトリウムによる分解の後、硫酸で中和する。または、還元焙焼により金を分離する。

## 法規制

### 危険物
危険物の規制に関する政令別表第一の上欄に掲げる総務省令によりで定める物質として、シアン化金(I)カリウム及びこれを含有する製剤があり、30 kg 以上は危険物となる。また、消防法で届出を要する物質に指定されている。

### 毒物
毒物及び劇物指定令で無機シアン化合物として毒物に指定されており、毒物及び劇物取締法に規定された取り扱いが必要である。また、毒物のため、労働安全衛生法の規定によりMSDSの交付などが義務付けられる。

### 排出管理
特定化学物質の環境への排出量の把握等及び管理の改善の促進に関する法律（PRTR法）で無機シアン化合物として第一種指定化合物となっている。化学物質の審査及び製造等の規制に関する法律（化審法）番号は (1)-38。

### その他
船舶安全法、航空法に毒物類として、海洋汚染等及び海上災害の防止に関する法律（海洋汚染防止法）にP物質として、水質汚濁防止法、土壌汚染対策法にシアン化合物として規定がある。